# Veneco

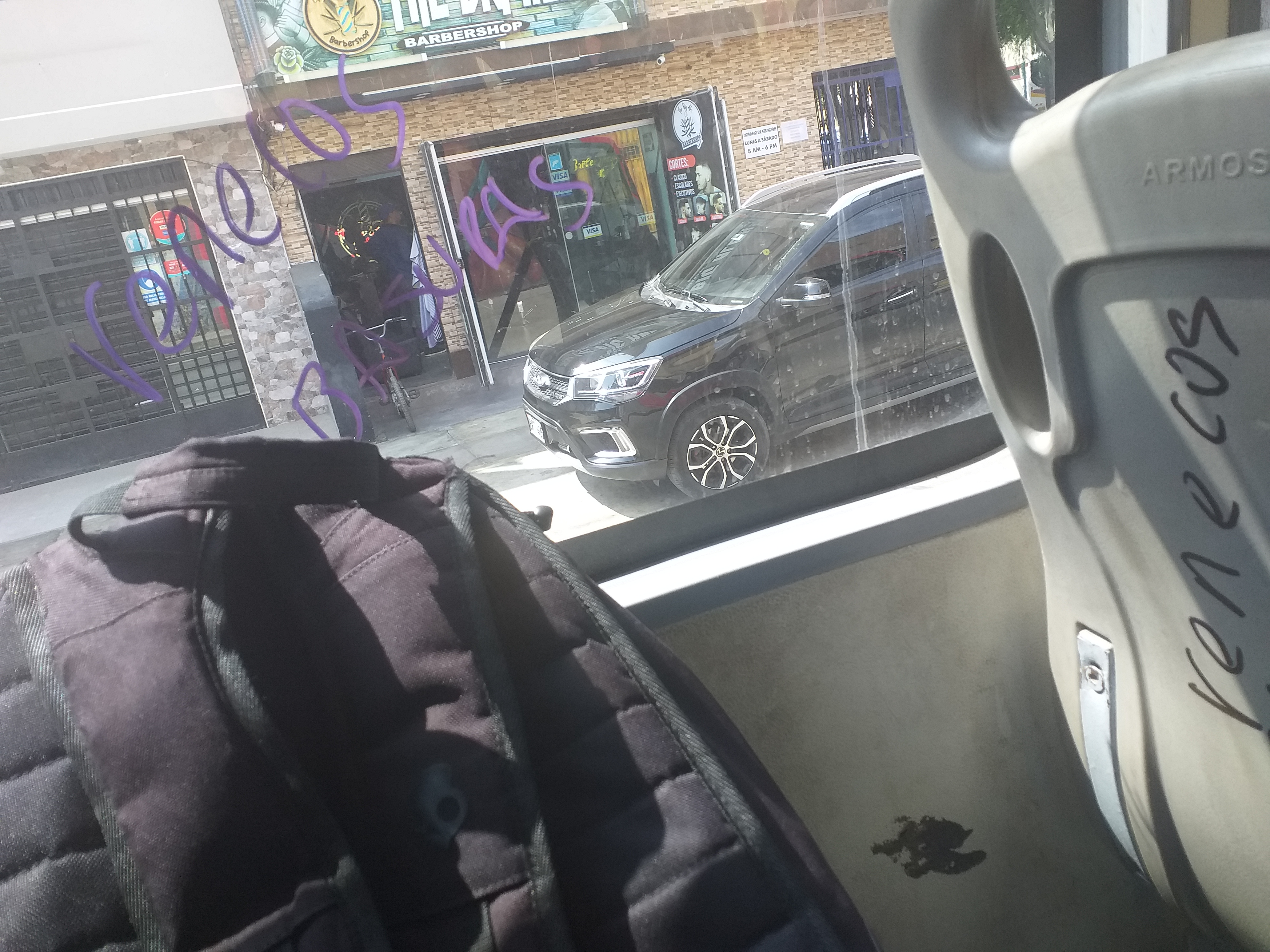
En la imagen, un grafiti que dice «Venecos basuras» en la luna de un bus en Lima, Perú.

Veneco es un término despectivo para referirse a los venezolanos. Con el recrudecimiento de la crisis en Venezuela el 2 de junio de 2010, y el posterior inicio de la crisis de refugiados venezolana, su uso se extendió a otros países de América Latina. Sin embargo, en los últimos años ha sido objeto de reapropiación lingüística por miembros de la comunidad venezolana.

## Teorías sobre el origen del término
Existen varias teorías sobre el origen del término 'veneco', pero son dos las más famosas.
La primera hace alusión a una forma insultante que tendrían los colombianos para dirigirse a los venezolanos, siendo abreviatura de la expresión  «venezolano coño e' su madre». Esta teoría resulta cuestionable, pues dicha expresión es propia de Venezuela, no de Colombia.
La segunda sitúa el origen del término en la época de la bonanza petrolera de Venezuela. Para entonces era usada por parte de venezolanos para referirse a los colombianos que se radicaban en Venezuela y sus descendientes, siendo una fusión entre 'venezolano' y 'colombiano' y con el tiempo su significado cambió para referirse a los venezolanos.

## Uso despectivo
Mientras que en Colombia el término podría no ser insultante e incluso llegar a ser afectivo, la mayoría de venezolanos están de acuerdo en que es potencialmente ofensivo.
En 2010, la Real Academia Española lo registró en su diccionario de americanismos como una forma despectiva y popular de referirse a todo lo que guarde relación con Venezuela. En 2018, la institución pública dijo en respuesta a consulta hecha por un usuario: «usted sabrá mejor si se emplea en su zona con ese matiz o no».
En 2017, la Academia Venezolana de la Lengua indicó que «se trata de una forma despectiva para denominar a los venezolanos en Colombia», pero que «no es exactamente un insulto» sino una forma sarcástica de referirse al gentilicio venezolano.
Con el recrudecimiento de la crisis en Venezuela y el posterior inicio de la crisis de refugiados en el país, el uso del término se extendió, en su sentido estrictamente despectivo, a otros países de Latinoamérica.

### Incidentes

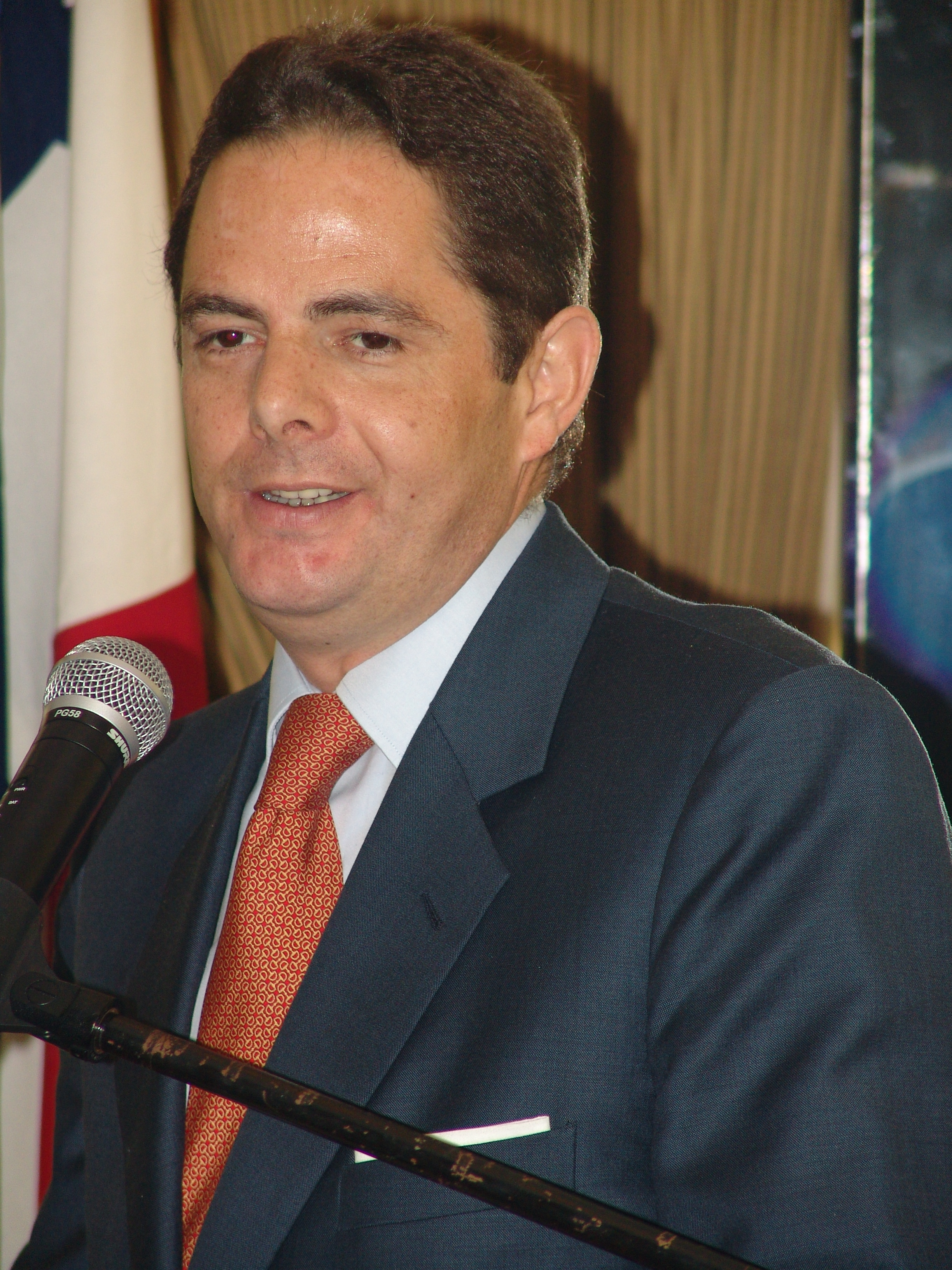
En 2017, el Vicepresidente de Colombia, Germán Vargas Lleras utilizó el término en declaraciones públicas. La cancillería de Venezuela condenó su uso, mientras que Vargas Lleras respondió que era común en el Norte de Santander y que no era despectivo.

El 27 de enero de 2017, durante la entrega de viviendas sociales en el departamento colombiano de Norte de Santander destinadas a víctimas del conflicto armado interno, el en aquel entonces vicepresidente colombiano Germán Vargas Lleras declaró:

Esto es para población desplazada, pero que viva en Tibú, […] por nada del mundo, esto no es para los venecos.

La cancillería de Venezuela publicó un comunicado como respuesta expresando que:

Venezuela rechaza categóricamente las denigrantes y ofensivas declaraciones del vicepresidente de la República de Colombia […] que expresan abiertamente odio, discriminación e intolerancia contra nuestros connacionales.

Vargas Lleras respondió diciendo: «el gentilicio 'venecos' que utilicé es común en Norte de Santander y no tiene ninguna carga despectiva para con los ciudadanos venezolanos», añadiendo que no tenía «por qué ofrecer disculpas por pedir el cumplimiento de la ley colombiana a cabalidad».

## Reapropiación
Desde aproximadamente 2019, el término empezó a ser reapropiado por los venezolanos, de la misma forma de términos en inglés como «nigga» por la comunidad afroamericana o «queer» por la comunidad LGBT.
Un ejemplo de reapropiación es la canción Veneka, de la banda venezolana Rawayana y el rapero venezolano Akapellah, creada para transformar el término en un símbolo de orgullo venezolano. En diciembre de 2024, el presidente venezolano Nicolás Maduro criticó el éxito de la canción:

No son venecas, ¡son venezolanas! […]. Mujeres, yo sé que ustedes se pueden defender y salir en las redes sociales a decirle a esa gente [que] nunca nuestras mujeres han sido venecas, son venezolanas por su dignidad, por su identidad, por su belleza, por sus valores, por su hermosura espiritual.

Ante el hostigamiento del gobierno, Rawayana tuvo que cancelar su gira por Venezuela.